# Lincoln Blackwood
La Blackwood è un pick-up full-size di lusso a quattro porte prodotto dalla Lincoln dal 2001 al 2002. Negli Stati Uniti la vettura venne venduta solo nel 2002, mentre in Messico fu commercializzata dal 2002 al 2003.

## Storia
La Blackwood, che era basata sul pianale P della Ford,  corrispondeva alla versione lussuosa della Ford F-150 Crew Cab e venne accolta positivamente alla presentazione al pubblico che avvenne al salone dell'automobile di Detroit nel gennaio del 1999.
La Blackwood, che fu il primo modello pick-up commercializzato dalla Lincoln nella sua storia, venne lanciato sui mercati in seguito al successo della Lincoln Navigator. Un altro motivo che incoraggiò il lancio sui mercati della Blackwood risiedeva nel tentativo di contrastare l'introduzione della Cadillac Escalade EXT. 

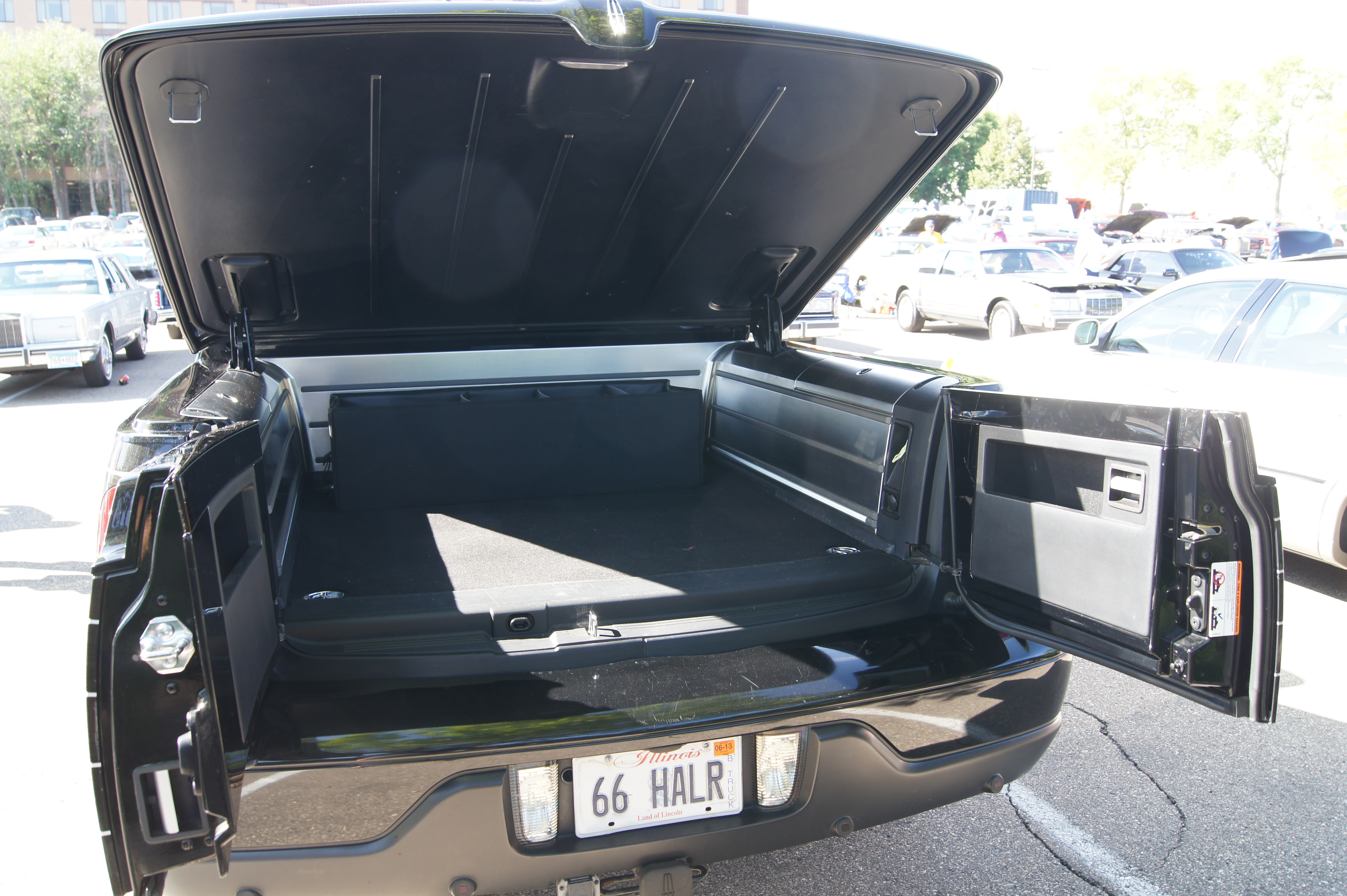
Il piano di carico

La Blackwood era solo disponibile con carrozzeria ed interni neri. Il piano di carico era dotato di una copertura che poteva essere azionata elettricamente. Il modello era però dotato di molti accenti lussuosi ed aveva un equipaggiamento di altissimo livello. Per certi versi ciò fu un difetto, dato che ne limitava l'utilizzabilità. La Escalade era infatti molto più pratica. Inoltre, quest'ultima era disponibile anche con la trazione integrale, mentre la Blackwood era offerta solo con trazione posteriore. Per tale motivo, la Blackwood vendette pochissimo. Il numero di esemplari prodotti nei 15 mesi in cui venne assemblata fu infatti di sole 3.356 unità. In particolare, l'ultimo periodo di produzione fu quello più difficoltoso, dato che gli ultimi esemplari furono venduti molto faticosamente.
La Blackwood fu realizzata esclusivamente nello stabilimento di Claycomo, nel Missouri, fino al dicembre del 2002. Rispetto ai piani della Lincoln, la Blackwood venne lanciata sui mercati con un certo ritardo a causa dei problemi di fornitura connessi al piano di carico, che era realizzato dalla Magna Steyr. Tra le opzioni della Blackwood, era presente il navigatore satellitare con schermo a colori da 5 pollici.
La Blackwood aveva installato un motore V8 bialbero da 5,4 L di cilindrata che erogava 300 CV di potenza e 481 N•m di coppia massime. Il motore era montato anteriormente, mentre la trazione era posteriore. Il cambio era automatico a quattro rapporti.
La Blackwood condivideva molti componenti con diversi modelli Ford e Lincoln. Ad esempio, il corpo vettura derivava da quello della Ford F-150, mentre i parafanghi derivavano da quelli della Navigator. La Blackwood possedeva però parecchie parti originali.
Dopo la Blackwood, la Lincoln lanciò sui mercati nel model year 2006 un nuovo pick-up, la Mark LT. Con il nuovo modello, la Lincoln non ripeté gli errori fatti con la Blackwood, e quindi rese la Mark LT molto più pratica e versatile del modello antenato.